# Girls’ Frontline
Girls’ Frontline (chinesisch 少女前線 / 少女前线, Pinyin Shàonǚ Qiánxiàn) ist ein im Jahr 2016 veröffentlichtes Smartphone-Strategie-Rollenspiel des chinesischen Entwicklerteams MICA Team. Der Spieler steuert Staffeln bestehend aus androiden Charakteren, die im Spieleuniversum als Tactical Dolls bekannt sind; jeder mit einem auf echten Waffen basierenden Geschütz ausgerüstet.
Das Spiel erschien am 20. Mai 2016 in der Volksrepublik China, mit weiteren Veröffentlichungen in Hongkong, Taiwan und Südkorea im Jahr 2017 sowie 2018 in Japan und weltweit. In Japan wurde das Spiel unter dem Titel Dolls Frontline (ドールズフロントライン Dōruzu Furontorain) vertrieben, da die Namensrechte an dem Titel dort einem anderen Unternehmen gehört.
Bei Girls’ Frontline handelt es sich handlungstechnisch um einen Vorläufer des im Jahr 2013 von MICA Team veröffentlichten Spiels Codename: Bakery Girl. Basierend auf dem Spiel wurden zwei Anime-Fernsehserien produziert; eine dritte Anime-Serie entsteht im Studio Asahi Production und startet im Januar 2022. Außerdem wird ein Manga im monatlichen Rhythmus veröffentlicht. Eine Fortsetzung, Girls’ Frontline 2: Exilium, wurde 2023 veröffentlicht.

## Spielprinzip
Teil des Spielprinzips ist das Freischalten neuer spielbarer Charaktere mittels eines Gacha-Systems. Freigeschaltete Charaktere können vom Spieler in Gruppen, so genannten Staffeln, zusammensetzen und auf Kampf-, Simulations-, Unterstützungs- und Aufklärungsmissionen entsenden. Die spielbaren Charaktere sind Moe-Androide, die auf real existierende Waffen basieren und im Umgang mit einer Waffe versiert sind. Dementsprechend sind die Figuren in unterschiedlichen Kategorien eingeordnet: Handfeuerwaffen, Maschinenpistolen, Sturm-, Maschinen- bzw. Scharfschützengewehre und Flinten.
Die Missionen bestehen aus rundenbasierten Strategie-Puzzles, über die der Spiele seine Charaktere bewegen kann um bestimmte, vorgegebene Ziele zu erreichen, wie etwa einen gegnerischen Kommandeur gefangen zu nehmen oder Geiseln aus der Hand des feindlichen Teams zu befreien. Spieler können Teams aufstellen, diese in eigenen Zügen bewegen oder aus einer Mission fliehen, was Aktionspunkte in Anspruch nimmt. Gegner im Spiel können in ihren Zügen entlang der Karte marschieren. Treffen Spieler und der computergesteuerte Feind auf einer Stelle der Karte zusammen, wird eine Kampfsequenz gezeigt. Kämpfe gegen gegnerische Charakter laufen hauptsächlich automatisch ab; der Spieler kann in Kämpfen lediglich die Spezialfähigkeiten seiner zuvor ausgewählten Charaktere aktivieren sowie diese in einem 3x3 Feldern großen Kampfbereich bewegen, was anderen aufgestellten Charakteren unter Umständen bessere Statuswerte verschafft. Weitere Missionsmodi sind so genannte nächtliche Kämpfe, die in ihrer Rundenzahl eingeschränkt sind oder die „Nebel-des-Krieges“.Mechanik, bei der die Sicht auf der Karte eingeschränkt wird.
Der Spieler hat mehrere Möglichkeiten, weitere Charaktere freizuschalten: Während limitierte Charaktere über ein Gacha-System erhältlich sind, können andere Charakter im Spielverlauf spielbar gemacht werden. Durch Drops nach den Missionen können spielbare Figuren verstärkt werden. „Taktische Elfen“ sind eine spezielle Nichtkämpfer-Einheit, die in Missionen eingesetzt werden können, um die eigenen Figuren in Missionen zu verstärken. Dabei können diese verschiedenste Fähigkeiten verstärken, die entweder auf der Karte oder in Kämpfen aktiviert werden können. Gegen Ende des Spiels erhält der Spieler Zugriff auf spezielle Figuren der „Heavy Ordnance Corps“-Einheiten, die eine Unterstützungseinheit darstellt und in den Klassen Panzerabwehr und Mörser zugeordnet werden können. Diese können entlang der Karte manövriert werden und gegnerischen Einheiten Distanzschaden zufügen.
Außerhalb von Kampfmissionen muss der Spieler dafür Sorge tragen, dass genügend Ressourcen zum Ausbau von Einrichtungen oder zur Verstärkung der Tactical Dolls zur Verfügung steht. Aufgerüstete Einrichtungen geben dem Spieler unter anderem vermehrt Ressourcen oder dienen zur weiteren Verstärkung der Charaktere und ihren Fähigkeiten. Kosmetische Gegenstände, wie Kostüme und Einrichtungsgegenstände sind in einem zweiten Gacha-System erhältlich. Einrichtungsgegenstände können in den Zimmern des jeweiligen Charakters aufgestellt werden und dient zur Steigerung der Zuneigung der jeweiligen T-Doll. Einige kosmetische Gegenstände können lediglich durch Mikrotransaktionen erworben werden.

## Ausgangslage

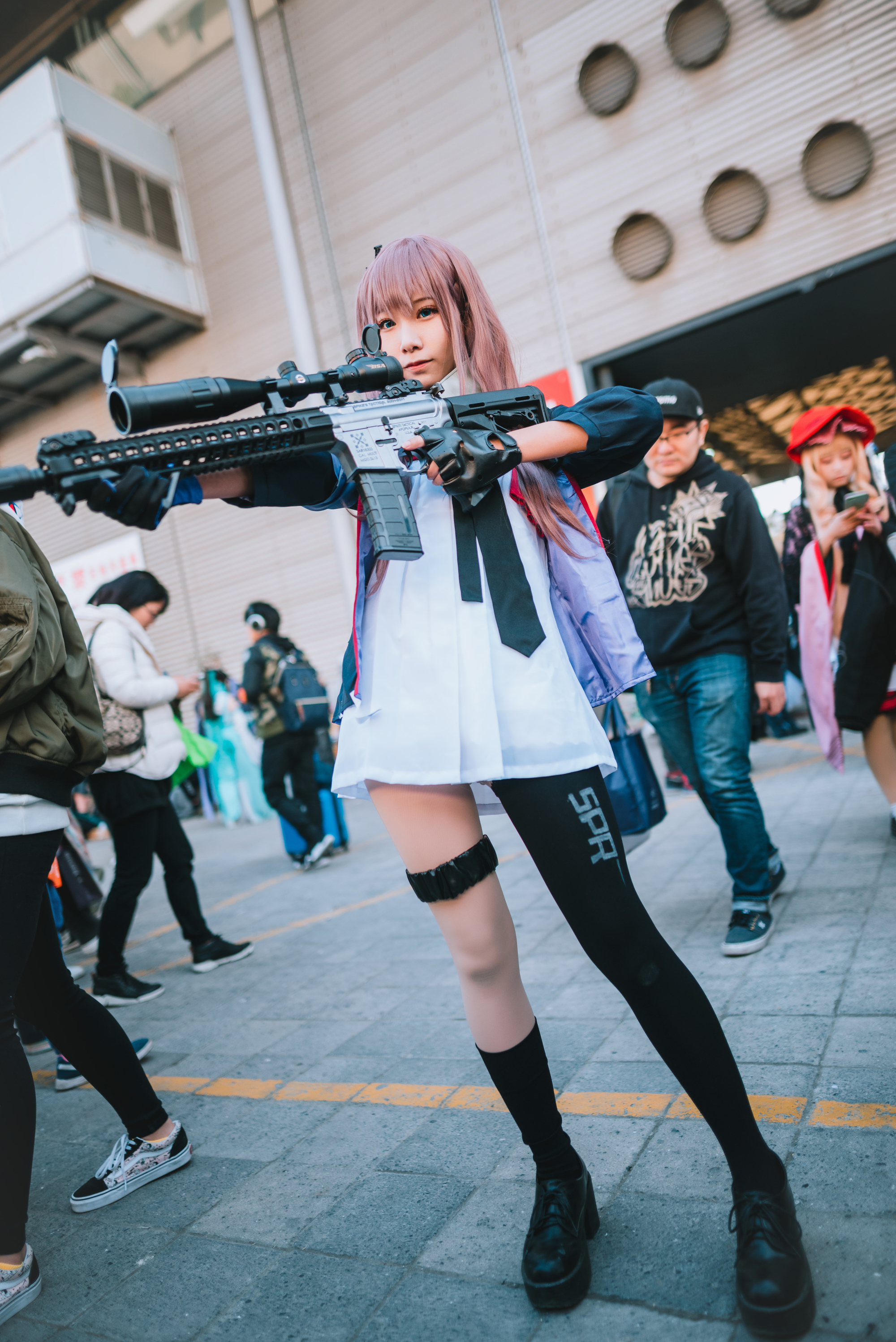
Eine Cosplayerin als ST AR-15, 2017.

Die Handlung des Spiels spielt in einer kriegszerrütteten Zukunft, in der die Welt aufgrund der Konflikte zum größten Teil unbewohnbar und ein Großteil der Menschheit ausgerottet ist. Tactical-Dolls, die auch T-Dolls genannt werden, werden anstelle von Menschen in Kämpfen eingesetzt. Manche dieser Androiden erfüllten zunächst zivile Aufgaben, wurden aber dann in Kampfandroiden umfunktioniert.
Im Jahr 2062 beginnt die Künstliche Intelligenz Sangvis Ferris zu rebellieren und tötet mithilfe der von ihr kontrollierten T-Dolls und Roboter ihre Herren, wobei sie auch benachbarte Areale unter ihre Kontrolle reißt. Im Gegenzug wird das private Militärunternehmen Griffin & Kryuger beauftragt, Sangvis Ferris einzudämmen und zu eliminieren. Der Spieler schlüpft in die Rolle eines gerade vom Unternehmen beförderten Kommandeurs. Die Geschichte fokussiert sich größtenteils auf die Abenteuer des Kommandeurs und seines Teams bestehend aus M4A1, ST AR-15, M4 SOPMOD II, M16A1 und RO635.
Weitere wichtige Charaktere sind Kalina, AK-12, AN-94, AK-15, RPK-16, sowie Angelina vom Team DEFY und das Team 404, welches aus UMP45, UMP9, 416 und Gr G11 besteht.

## Hintergrund
MICA Team begann seine Aktivitäten als Dōjinzirkel, welches anfänglich aus drei Personen bestand. Während der Entwicklung von Girls’ Frontline expandierte der Zirkel zu einem Unternehmen, welches inzwischen über 100 Mitarbeiter beschäftigt. Girls’ Frontline zeichnet sich durch das Spiel Kantai Collection inspiriert, wobei das Konzept von vermenschlichten Kriegsschiffen, mit dem Ausblick auf einen möglichen Erfolg ähnlicher Spielte in China, etwas abgewandelt wurde.

## Spezielle Events
In der Vergangenheit gab es mehrere spezielle Events mit anderen Unternehmen und Franchises. Im Jahr 2018 wurden drei musikalische Stücke aus Girls’ Frontline als DLC zum Rhythmusspiel DJMax Respect hinzugefügt. Im Gegenzug waren im Mai 2020 auf dem globalen Server von Girls’ Frontline spezielle Missionen zu DJMax spielbar.
In einer Zusammenarbeit mit dem Spiel Honkai Gakuen im November 2017 konnten Spieler auf dem chinesischen Server limitierte Charaktere als T-Doll erhalten. Im November 2018 gab es Crossover-Events mit dem Unternehmen Arc System Works. Im Zuge dieser Events konnten Noel Vermillion und Elphelt Valentine aus BlazBlue bzw. Guilty Gear als limitierte Charaktere freigeschaltet und spielbar gemacht werden.

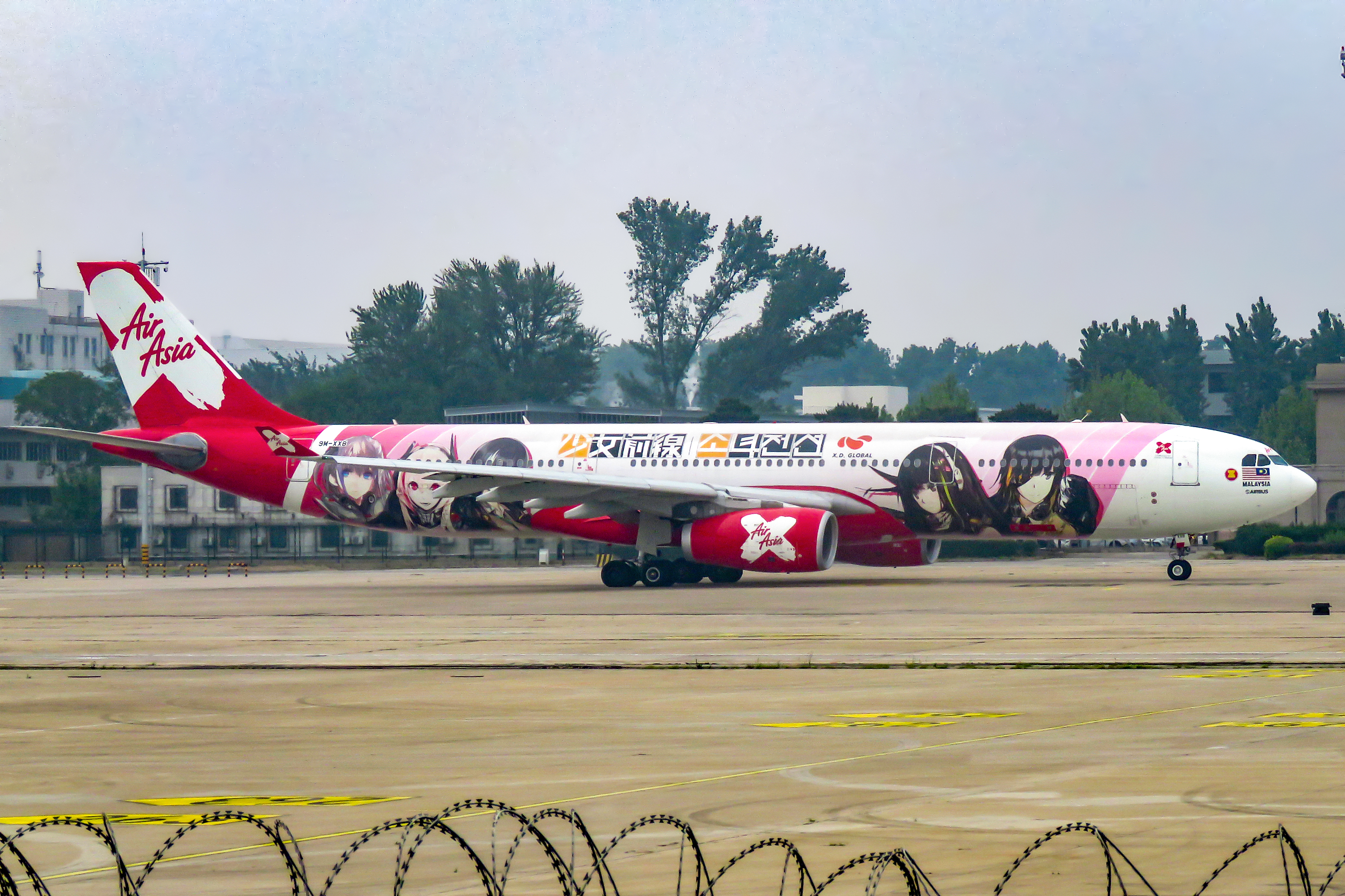
Ein Airbus A330 von AirAsia X im Girls’ Frontline Look.

Im November 2019 gab es Crossover-Events mit dem Franchise VA-11 Hall-A, in der spezielle Missionen abgeschlossen werden und limitierte Charaktere freigeschaltet werden konnten. Im Jahr 2020 gab es Events mit Gunslinger Girl und Tom Clancy’s The Division von Ubisoft. Im ersteren Event konnten fünf Charaktere aus Gunslinger Girl freigeschaltet werden. Beim zweiten Event handelt es sich um einen Cameo-Auftritt der Charaktere des Teams Griffin PMC. Später war es in The Devision möglich, zwei neue Charaktere zu erhalten, die auf HK416 und Vector basieren.

## Medien

### Anime
Eine Anime-Fernsehserie mit zwölf kurzen Episoden wurde zwischen dem 5. Oktober und dem 21. Dezember 2019 unter dem Titel DoruFuro: Iyashi-hen (どるふろ -癒し編-) auf Tokyo MX und BS11 gezeigt. Eine zweite Serie erschien zwischen 28. Dezember 2019 unter 14. März 2020 unter dem Titel DoruFuro: Kyōran-hen (どるふろ -狂乱篇-) auf Tokyo MX und BS11 in Japan, sowie über Bilibili in China. Bilibili zeigte den Kurzanime in chinesischer Sprache.
Am 22. Januar 2021 wurde eine weitere Anime-Umsetzung, die von Warner Bros. Japan im Studio Asahi Production produziert wird, angekündigt. Shigeru Ueda führt bei der Anime-Produktion Regie, während sich Hideyuki Kurata um das Drehbuch kümmert.

### Manga
Mit Girls’ Frontline: The Song of Dolls erscheint seit 2019 eine offizielle Umsetzung als Manga. Die Illustrationen stammen von Zeichner Mahiru. Der Manga erscheint in monatlichen Abständen auf Bilibili in chinesischer Sprache, während eine japanische Übersetzung im Monthly Comic Rex des Verlages Ichijinsha erscheint. Zudem erschienen zwei Manga-Anthologien; eine davon veröffentlicht im Dengeki Bunko, die One-Shots verschiedenster Mangaka enthält, und eine Anthologie, die über Ichijinsha erscheint und bisher vier Bände hervorgebracht hat.

### Ableger- und Fortsetzungen
Mit Reverse Collapse: Code Name Bakery wurde ein Titel für die Nintendo Switch, Microsoft Windows, Android und iOS angekündigt. Die Handlung spielt 30 Jahre nach den Geschehnissen von Girls’ Frontline und ist eine Neuauflage des Dōjin-Spiels Code Name: Bakery Girl mit zusätzlichen Inhalten und neuen Mechaniken.
Zudem wurden mit Girls’ Frontline II: Exile ein Sequel-Spiel für Smartphones zusammen mit den Spin-Off-Titeln Girls' Frontline: Glitch und Project Neural Cloud weitere Titel angekündigt. Exile wird die Spielmechaniken aus dem Vorgänger größtenteils beibehalten.

### Musik-CDs
Das Titellied, Frontline!, wird in der koreanischen Version von Guriri interpretiert. Das komplette Stück ist auf der Soundtrack-CD enthalten, welches im Bundle mit dem Artbook The Art Of Girls' Frontline Vol.1 erhältlich ist. Das zweite Titellied, What Am I Fighting For?, ist in englischer Sprache geschrieben, enthält Gesangslinien von Akino und ist auf dem Spielesoundtrack, welcher am 24. Juli 2019 veröffentlicht wurde, zu finden. Der Soundtrack enthält Stücke, die von Basiscape komponiert wurden. Ein zweiter Soundtrack, der im Juni 2020 erschien, enthält die englische und japanische Version des Liedes Frontline!. Zudem erschien eine limitierte Ausgabe mit einer zusätzlichen Blu-ray, die eine Aufzeichnung der Konzertreihe Girls' Frontline Orchestra: Dolls with Lycoris radiata aus Tokio und Shanghai enthält.
Im August 2020 erschien mit ECHOES ein Album mit Charaktersongs.

## Resonanz
Girl’s Frontline war im Jahr 2017 das dritterfolgreichste Smartphone-Spiele auf Android-Smartphones und fünfterfolgreichstes Spiel für iOS-basierte Smartphones in Südkorea basierend auf den finanziellen Einnahmen. Die Tatsache, dass das Spiel im Vergleich zu anderen Smartphone-Spielen den Spieler nicht zwingt Mikrotransaktionen zu tätigen und die Interaktionsmöglichkeit der Spieler in Missionen, werden häufig als Gründe für die Popularität des Spiels in Südkorea genannt, was Girl’s Frontline zum ersten Spiel eines chinesischen Entwicklers macht, welches mit konkurrierenden Spieletiteln aus südkoreanischer Produktion mithalten kann.